# Лидия Койдула
Лидия Емили Флорънс Янсен, (24 декември 1843 – 11 август), известна с творческия си псевдоним Лидия Койдула, е естонска поетеса. Често я наричат Койдулаулик – „Певец на зората“.
През средата на деветнадесети век, в Естония писането не се е считало за подходяща кариера за млада жена. Именно по тази причина, поезията на Койдула, както и вестникарската ѝ работа за нейния баща Йохан Волдемар Янсен (1819 – 1890) остават анонимни. Въпреки това тя е основна литературна фигура, основателка на естонския театър и тясно свързана с Карл Робърт Якобсон (1841 – 1882), както и Фридрих Райнхолд Кройцвалд (1803 – 1882), писателят на естонския национален епос, Калевипоег (Синът на Калев).

## Биография
Лидия Янсен е родена във Фенерн (дн. Вендра), губернаторство на Ливония, тогава в Руската империя. Семейството се премества в близкия град на окръг Пернау (дн. Пярну) през 1850 г., където през 1857 г. бащата на Лидия започва първия местен вестник на естонски език. Семейство Янсен се преместват в град Дорпат (дн. Тарту) през 1864 г. Национализмът е една сложна тема в Руската империя, но управлението на император Александър II (1855 – 1881) е сравнително либерално и Янсен успява да убеди имперската цензура да му позволи да публикува първия национален естонски вестник през 1864 г.  Този вестник се нарича Postimees (Куриерът).
Лидия пише статии за вестника на баща си. През 1873 г. се омъжва за Едуард Микелсън, лекар от Ливонската армия, и се премества в Кронщад, щаба на руския флот край Санкт Петербург. През 1876 – 78 г. семейство Микелсън посещават Бреслав, Страсбург и Виена. Койдула живее в Кронщад 13 години, но въпреки че прекарва летата си в Естония, Лидия не спира да е обзета от носталгия по дома.
Койдула умира от рак на гърдата на 11 август 1886 г. Последното ѝ стихотворение е Enne surma – Eestimaale! (Преди смъртта, до Естония!).

## Творчество
Най-важният труд на Коидула – Emajõe Ööbik („Славеят на Емайджи“ [реката майка]) е публикуван през 1867 г.  Три години по-рано, през 1864 г., Адам Питърсън, фермер, и Йохан Кьолер, естонски портретист, живеещ в Санкт Петербург, отправят петиция към императора за по-добро отношение от страна на германските хазяи, управляващи земята, равенството, както и езика на образованието на бъди естонец. Веднага след това двамата са отведени в полицията, където са разпитвани за петицията, която „включва невярна информация и е насочена срещу държавата“. Адам Питърсън е осъден на лишаване от свобода за една година. Две години по-късно, през 1866 г., реформите на цензурата от 1855 г. дават възможност на бащата на Койдула да започне Postimees,. Въпреки това, преди публикуването на вестника, цензурата била наложена отново и литературната свобода бива силно ограничена. Именно при тази политическа и литературна ситуация Койдула започва да публикува. Въпреки цензурата, през този период е и времето на националното пробуждане, когато естонският народ започва да изпитва чувство на гордост към националността и да се стреми към самоопределение. Койдула е най-силният глас на тези стремежи.
Германското влияние в работата на Койдула е неизбежно.  Прибалтийските германци са запазили хегемонията в региона от 13 век през цялото немско, полско, шведско и руско управление и по този начин немският език бива езикът за обучение в Естония от 19 век. Подобно на баща си (и всички останали естонски писатели по онова време) Койдула превежда много сантиментална немска проза, поезия и драматургия и има особено влияние на движението на Бидермайер. Основните теми на това движение са домът, семейството, религията и сцените от селския живот.
Койдула реагира на историческото подчинение на естонския народ като на лично нападение; тя говори за робството и игото на подчинението, сякаш от личен опит.
По времето на националното пробуждане през 1860-те години, Естония е управлявана от чужди сили – датски, немски, шведски, полски и руски – повече от 600 години. В този контекст, Койдула осъзнава собствената си роля в съдбата на нацията. Това става особено видно в едно от писмата ѝ към финландски кореспондент: „Грях е, голям грях, да бъдеш малък във велики времена, когато човек може да прави история“.
Коидула пише (най-вече) в съвременни рими, които до средата на 19 в. стават доминираща форма. Това прави поезията на Койдула много по-достъпна за средния читател. Но основното значение на литературата на Койдула се състои не толкова в предпочитаната от нея стих, колкото в мощната ѝ употреба на естонския език. Той все още е обект на ортографски пререкания, използван главно за покровителствуващи образователни или религиозни текстове, практически съвети за фермерите. Койдула успешно използва езика, за да изрази емоции, вариращи от привързаността към семейната котка, в Meie kass (Нашата котка), деликатна любовна лирика, Head ööd (лека нощ) до мощен зов на потиснатата нация, Mu isamaa nad olid matnud (Моята страна, те са те погребали). Лидия Койдула напълно опровергава дотогаващното мнение, че естонският език е неразвит инструмент за комуникация.

## Драматургия
Освен всичко друго, Койдула също се счита за „основател на естонския театър“ чрез дейностите си в дружеството „Ванемуне“, създадено в Тарту през 1865 г. с главна цел популяризирането на естонската култура.  Лидия епървата, която пише оригинални пиеси на естонски език и се занимава с практичността на сценичната режисура и постановка. В края на 1860-те и естонците, и финландците започват да разработват представления на родните си езици, а Койдула пише и режисира комедията, Сааремаа Онупоег (Братовчедът от Сааремаа) през 1870 г. Сюжетът е базитан на друга пиеса – Der Vetter aus Bremen (Братовчедът от Бремен), но адаптиран за естонския контекст Койдула освен това пише и режисира още няколко пиеси, една от които е и собственото ѝ творение, първата в историята изцяло естонска пиеса, Säärane mulk (Каква глупост!). Отношението на Коидула към театъра е повлияно от философа, драматурга и критик Готхолд Ефрем Лесинг (1729 – 1781), авторът на Erziehung des Menschengeschlechts (Образованието на човешката раса; 1780). Пиесите ѝ изиграват важната роля на средство за образование.
Театралните ресурси на Коидула са оскъдни – необучени, самодейни актьори. Въпреки това обаче, зрителите биват впечетлени от правдоподобните герои и познаването ан съвременните ситуации.
На първия фестивал на песните в Естония през 1869 г., играещ функция на важно сближаване на естонските кланове, две от стихотворенията на Лидия Койдула :Sind Surmani (До смърт) и Mu isamaa on minu arm (Моята страна е моята любов) са изпълнени под съпровода на, музика. Именно Mu isamaa on minu arm става неофициалният химн на Естония по време на съветската окупация, когато Мусамаа, химна на Естония между 1921 до 1940 г., композиран от бащата на Лидия, бива забранен. Песента на Койдула винаги поставя края на всеки фестивал, със или без разрешение. Традицията продължава и до днес. 

## Мемориален музей на Лидия Койдула
Част от музея в Пярну дава преглед на живота и делото на поетесата и нейния баща Йохан Волдемар Янсен, важни фигури в естонския национален период на пробуждане през 19 век.
Музеят се намира в училищната къща Pärnu Ülejõe. До 1863 г. тя е била дом на Йохан Волдемар Янсен, както и редакцията на вестник „Перно Постимес“. Сега е под закрила като исторически паметник.. Основната задача на музея е да запази жив спомена за делото на Койдула и Янсен чрез постоянната експозиция. 
В градския център на Пярну има паметник на Лидия Койдула. Паметникът датира от 1929 г. и е последното произведение на естонския скулптор Амандус Адамсън. 